# Riacho Oiticica
Riacho Oiticica är ett periodiskt vattendrag i Brasilien.   Det ligger i delstaten Paraíba, i den östra delen av landet, 1 400 km nordost om huvudstaden Brasília.
Omgivningarna runt Riacho Oiticica är huvudsakligen savann. Runt Riacho Oiticica är det glesbefolkat, med 19 invånare per kvadratkilometer.